# Carlisle (Pennsylvania)
|  | Dieser Artikel wurde aufgrund von inhaltlichen Mängeln auf der Qualitätssicherungsseite des Projektes USA eingetragen. Hilf mit, die Qualität dieses Artikels auf ein akzeptables Niveau zu bringen, und beteilige dich an der Diskussion! Eine nähere Beschreibung der zu behebenden Mängel fehlt. |

Carlisle ist ein Borough im US-Bundesstaat Pennsylvania. Die Stadt ist der County Seat des Cumberland County. Das U.S. Census Bureau hat bei der Volkszählung 2020 eine Einwohnerzahl von 20.118 ermittelt.
Carlisle wurde 1751 gegründet. Es liegt an den Interstates 76 (Pennsylvania Turnpike) und 81, was für die wirtschaftliche Entwicklung bedeutend ist.
Das Dickinson College von Carlisle (gegründet 1783) ist eines der ältesten Colleges der USA.
Fünf Bauwerke und Stätten in der Stadt sind im National Register of Historic Places (NRHP) eingetragen (Stand 14. Oktober 2020), wobei die ehemalige Carlisle Indian Industrial School und das Gebäude Old West, Dickinson College den Status von National Historic Landmarks haben.

## Bevölkerung
Die Stadt wies in der zweiten Hälfte des 20. Jahrhunderts mehr oder weniger eine Stagnation der Bevölkerungsentwicklung auf. In jüngster Zeit konnte Carlisle allerdings wieder einen Bevölkerungszuwachs verbuchen. 

## Wirtschaft
Der Mischkonzern Carlisle Companies wurde in Carlisle gegründet und hat heute seinen Hauptsitz in Scottsdale, Arizona. In der namensgebenden Stadt werden weiterhin Dachdichtungsbahnen hergestellt.

## Söhne und Töchter der Stadt
- James Armstrong (1748–1828), US-amerikanischer Politiker
- Samuel Smith (1752–1839), Offizier und Politiker; Senator für Maryland
- Andrew Gregg (1755–1835), Politiker
- John Armstrong junior (1758–1843), US-Kriegsminister
- Samuel Sterett (1758–1833), Politiker
- James Geddes (1763–1838), Politiker
- John Montgomery (1764–1828), Politiker
- William Wilkins (1779–1865), US-Kriegsminister
- Andrew Boden († 1835), Politiker
- Robert McCoy († 1849), Politiker
- John T. Smith (1801–1864), Politiker
- John Bigler (1805–1871), Gouverneur von Kalifornien
- Thomas S. Officer (1810–1859), Maler
- William Sterrett Ramsey (1810–1840), Politiker
- Charles J. Albright (1816–1883), Politiker
- Lemuel Todd (1817–1891), Politiker
- Emory McClintock (1840–1916), Mathematiker und Versicherungsmakler
- Blake Lee Spahr (1924–2006), Germanist
- Joseph H. Eberly (1935–2025), Physiker
- George Robert Zug (* 1938), Herpetologe
- Jackson Bostwick (* 1943), Schauspieler und Synchronsprecher
- Murray W. Nabors (* 1943), Botaniker, Hochschullehrer und Autor